# メゾフォルテ (バンド)
メゾフォルテ（Mezzoforte）は、アイスランドのフュージョン・バンド。1977年に結成され、1979年にデビュー。1983年、「ガーデン・パーティー」が世界的にヒットした。この曲はテレビ番組などの各種BGMでよく使われる。

## メンバー
オリジナル・ラインナップ (1977年- ):
- エイソール・ガンアーソン (Eyþór Gunnarsson) – キーボード
- フレドリック・カールソン (Friðrik Karlsson、別名・Frissi) – ギター
- ヨハン・アスムンソン (Jóhann Ásmundsson) – ベース
- グンラウガール・ブリーム (Gunnlaugur Briem-Gulli Briem、別名・Gulli) – ドラム (–2023年)

その他のメンバー:
- Bruno Müller – ギター (2005年–現在)
- Sebastian Studnitzky – トランペット、キーボード (2005年–現在)
- Thomas Dyani – パーカッション (2004年–現在)
- Jonas Wall – サクソフォーン (2013年–現在)
- Ari Bragi Karason – トランペット
- Staffan William-Olsson – ギター (2003年–2004年)
- Joel Palsson – サクソフォーン (2003年)
- Guðmundur Pétursson – ギター (2003年)
- Óskar Guðjónsson – サクソフォーン (1996年–2003年、2005年–2013年)
- Kåre Kolve – サクソフォーン (1991年–1994年)
- Björn Thorarensen – シンセサイザー (1980年–1982年)
- Kristinn Svavarsson – サクソフォーン (1982年–1985年)
- David O'Higgins – サクソフォーン (1985年–1989年、2002年–2004年)
- Jeroen De Rijk – パーカッション (1984年–1986年)
- Benedikt Brynleifsson - ドラム (2024年-現在)

## ディスコグラフィ

### アルバム
- Mezzoforte (1979年)
- 『i hakanum』 - I Hakanum (Octopus) (1980年)
- Thvilikt og annad eins (Dreamland) (1982年)
- 『ガーデン・パーティー』 - Surprise Surprise (1983年)
- 『ブルー・アイス』 - Sprellifandi – Live at the Dominion (1983年)
- 『スプリング・フィーバー』 - Observations (1984年)
- 『ライジング』 - Rising (1985年)
- 『ノー・リミッツ』 - No Limits (1987年)
- 『プレイング・フォー・タイム』 - Playing for Time (1989年)
- Daybreak (1993年)
- Monkey Fields (1996年)
- Forward Motion (2004年)
- Live in Reykjavik (2008年)
- Volcanic (2010年)
- Islands (2012年)

### コンピレーション・アルバム
- 『ミッドナイト・エクスプレス』 - Catching up with Mezzoforte – Early Recordings (1983年)
- The Saga so far (1985年)
- Fortissimos (1991年)
- Garden Party Time (1999年)
- The Very Best Of (2000年)
- Anniversary Edition (2007年)

### 映像作品
- Live from London (1984年) ※VHS/DVD
- Live In Reykjavik (2017年)